# Àlex Sáez i Jubero
Àlex Sáez i Jubero (Girona, 6 de juliol de 1969) és un advocat i polític català, diputat en la VIII, IX i X Legislatures. Llicenciat en Dret per la Universitat Autònoma de Barcelona i màster en Polítiques Públiques i Socials per la Universitat Pompeu Fabra-Johns Hopkins. Advocat. Soci- director del despatx Àlex Sáez advocats, especialitzats en Dret de l'assegurança i responsabilitat civil. Assessoren en aquest matèria a algunes de les principals entitats del sector. El 2.017 va rebre el premi De Ley al despatx juridic de referència a Girona.
És conseller de Presidència de Foment del Treball Nacional, i membre de la seva junta directiva.
Va ser President de Joves Advocats de Girona (1997-1999) i membre fundador de Joves Advocats de Catalunya, i també va ser diputat de la Junta de Govern del Col·legi d'Advocats de Girona (1998-2003).
Va ser regidor de l'Àrea de Cultura i Esports, i de Personal, Cooperació i Joventut en l'Ajuntament de Girona (1999-2004) i primer secretari del PSC-PSOE a Girona (2.000-2.008). Fou elegit diputat per la província de Girona a les eleccions generals espanyoles de 2004, 2008 i 2011. Va ser vicepresident de les comissions d'exteriors i també de la mixta de la Unió Europea i portaveu a les comissions d'exteriors i justícia. Va ser ponent de nombroses lleis parlamentàries. Entre d'elles, en l'àmbit de justícia la modificació del codi civl que va permetre el matrimoni entre persones del mateix sexe, la llei que regula l'accés a la professió d'advocat i procurador, la llei de societats professionals o la reforma del codi penal; En l'àmbit d'exteriors entre d'altres la llei d'acció i del servei exterior i la llei de tractats internacionals; en l'àmbit de cultura la llei de devolució dels papers de Salamanca a la Generalitat de Catalunya i la reforma de la llei de propietat intel·lectual.
Va formar part de l'Assemblea Parlamentària del Consell d'Europa i de l'Assemblea Parlamentària de la Unió Interparlamentària.